# Keratella irregularis
Keratella irregularis är en hjuldjursart som först beskrevs av Robert Lauterborn 1898.  Keratella irregularis ingår i släktet Keratella och familjen Brachionidae. Arten är reproducerande i Sverige. Inga underarter finns listade i Catalogue of Life.